# Schuppenberg
Schuppenberg ist ein Weiler von Niederwangen, einem Ortsteil der Stadt Wangen im Allgäu im Landkreis Ravensburg.
Der Ort liegt etwa 2 km südwestlich von Wangen. 200 m westlich verläuft die Obere Argen.